# Azuara (kommunhuvudort)
Azuara är en kommunhuvudort i Spanien.   Den ligger i provinsen Provincia de Zaragoza och regionen Aragonien, i den nordöstra delen av landet, 250 km öster om huvudstaden Madrid. Azuara ligger 582 meter över havet och antalet invånare är 672.
Terrängen runt Azuara är platt åt sydost, men åt nordväst är den kuperad. Runt Azuara är det mycket glesbefolkat, med 5 invånare per kvadratkilometer. Närmaste större samhälle är Belchite, 11,2 km öster om Azuara. Trakten runt Azuara består till största delen av jordbruksmark.